# Hope Obika
Hope Obika (* 27. April 1970) ist eine ehemalige nigerianische Hürdenläuferin, die sich auf den 100-Meter-Hürdenlauf spezialisiert hat.

## Sportliche Laufbahn
Erste internationale Erfahrungen sammelte Hope Obika vermutlich im Jahr 1986, als sie bei den Juniorenweltmeisterschaften in Athen mit 14,51 s in der ersten Runde über 100 m Hürden ausschied. 1989 schied sie bei der Sommer-Universiade in Duisburg mit 13,80 s im Vorlauf aus, ehe sie bei den Afrikameisterschaften in Lagos in 13,80 s die Silbermedaille hinter der Ghanaerin Diana Yankey gewann. 